# Kirsty MacColl
Kirsty Anna MacColl (Croydon (Londen), 10 oktober 1959 – bij Cozumel (Mexico), 18 december 2000) was een Britse zangeres en liedjesschrijver. Ze is een dochter van folkzanger Ewan MacColl en danseres Jean Newlove.

## Loopbaan
Haar carrière bij het platenlabel Stiff Records was niet erg succesvol; singles zoals Terry en He's On the Beach werden geen hits. Haar succes werd gehinderd doordat ze leed aan podiumangst, wat ze nooit echt te boven kwam. Niettemin was de single met de opmerkelijk lange titel There's a guy works down the chip shop swears he's Elvis in Nederland een bescheiden succes.
Ze bracht in 1981 een album uit waarop ook een Zuid-Amerikaans getint nummer stond; een voorbode van wat later zou komen. Een tweede album werd opgenomen maar bleef op de plank liggen doordat Stiff failliet ging en niemand haar contract wilde overnemen.
In Groot-Brittannië bereikte ze de zevende plaats in de hitlijst met een cover van Billy Braggs A New England, waarvoor Billy op haar verzoek een extra couplet schreef. Het door Kirsty geschreven They Don't Know bereikte, in de versie van Tracey Ullman, de tweede plaats in de hitparade.
Ze deed veel sessiewerk als achtergrondzangeres en droeg vaak bij aan albums die werden geproduceerd door haar man Steve Lillywhite (waaronder albums van Simple Minds, Morrissey, Van Morrison en de Talking Heads).
Kirsty kwam opnieuw aan de top van de Britse hitparade in december 1987 met Fairytale of New York, een duet met Shane MacGowan van The Pogues. Eind jaren 80 verzorgde ze verder regelmatig gastoptredens in het satirische programma French and Saunders.
Nadat ze in 1989 was bevallen van een zoon kwam ze dat jaar dan eindelijk met haar tweede album; Kite bevat bijdragen van David Gilmour en Johnny Marr en was een succes.
In 1991 verscheen Electric Landlady waarop Marr wederom meespeelde maar ook The Pogues en de begeleidingsmuzikanten van de Panamese salsa-zanger Ruben Blades (o.a. op My Affair).
De opvolger Titanic Days was geïnspireerd door haar scheiding van Steve Lillywhite.
Terwijl Engeland midden jaren negentig in de ban raakte van de britpop hield Kirsty zich daar verre van; ze overwoog om de muziek vaarwel te zeggen en lerares Engels te worden in Zuid-Amerika. Door veel tijd door te brengen in Brazilië en op Cuba kreeg ze weer inspiratie en eind 1999 verscheen Tropical Brainstorm; het album kreeg lovende kritieken en staat te boek als haar beste.
In 2000 nam ze een nummer op voor het Ian Dury tribute-album New Boots & Panties (Dury overleed op 27 maart aan kanker). Op 16 juni verleende ze ook haar medewerking aan het herdenkingsconcert in de Brixton Academy; dit was een van haar laatste optredens.
Op 18 december 2000 kwam ze om het leven in Mexico toen ze, op vakantie met haar gezin, tijdens het duiken werd geraakt door een motorboot. Hoewel haar familie al jaren in touw is om de Mexicaanse overheid tot een onderzoek te bewegen, is over de toedracht van het ongeluk weinig bekend. Vermoedelijk probeerde Kirsty haar zoontje uit de baan van de naderende motorboot te halen, waarbij ze zelf werd geraakt. In 2003 werd Jose Cen Yam, die de bewuste motorboot bestuurde, hiervoor veroordeeld tot een boete van ongeveer 40 euro. De boot was eigendom van de invloedrijke miljonair Guillermo González Nova die zijn connecties gebruikte om het onderzoek te frustreren en zodoende zelf buiten schot te blijven.
Billy Bragg brengt haar tijdens zijn live-optredens nog steeds een bescheiden hommage door het extra couplet van A New England steevast aan haar op te dragen.

## NPO Radio 2 Top 2000
| Nummer met noteringen in de NPO Radio 2 Top 2000 | '18  | '19  | '20  | '21  | '22  | '23 | '24 |
| ------------------------------------------------ | ---- | ---- | ---- | ---- | ---- | --- | --- |
| Fairytale of New York (met The Pogues)           | 1341 | 1247 | 1222 | 1349 | 1250 | 252 | 577 |

1. ↑  Een vetgedrukt getal geeft de hoogste notering aan.
2. ↑  2018 was het eerste jaar met een notering voor dit nummer.